# 멕시코화산쥐
멕시코화산쥐(Neotomodon alstoni)는 비단털쥐과에 속하는 설치류의 일종이다. 멕시코화산쥐속(Neotomodon)의 유일종이다. 멕시코 횡단 화산 누대 고지대의 토착종이다.